# Сем Адекугбе
Сем Адекугбе (англ. Sam Adekugbe, нар. 16 січня 1995, Лондон) — канадський футболіст, захисник клубу «Ванкувер Вайткепс», а також національної збірної Канади.

## Клубна кар'єра
Адекугбе народився в Лондоні в родині нігерійців і жив в Англії до 10 років, після чого його сім'я переїхала до Канади.
Розпочав грати у футбол в Англії у віці 5 років у команді «Клейтон» (2000—2004), після чого грав у Канаді в командах Calgary Foothills Saints (2004—2009) та Calgary Foothills Rapids (2009—2011), а 2011 року потрапив в молодіжну команду «Ванкувер Вайткепс».
Дебютував у першій команді 27 жовтня 2013 року в фінальній грі сезону Major League Soccer проти «Колорадо Рапідз» (3:0). З наступного року продовжив залучатись до матчів, проте основним гравцем не був, через що у 2015 і 2016 роках паралельно виступав за дублюючу команду у United Soccer League.
15 липня 2016 року перейшов на правах оренди на сезон в англійський «Брайтон енд Гоув». 9 серпня 2016 року Адекугбе дебютував за нову команду в матчі проти над «Колчестер Юнайтед» на Кубок футбольної ліги 2016-17. 23 серпня 2016 року в рамках цього ж турніру Сем забив свій перший професійний гол у матчі з «Оксфорд Юнайтед» (4:2). 14 січня 2017 року Адекугбе дебютував за клуб в матчі проти «Престон Норт-Енд» (0:2), який так і залишився для канадця єдиним у тому сезоні в Чемпіоншипі, а його команда зайняла друге місце та вийшла у Прем'єр-лігу.

## Виступи за збірні
Адекугбе мав права представляти Англію, Нігерію або Канаду на міжнародному рівні. У 2012 році він заявив, що мріяв би зіграти за збірну Англії на «Вемблі». Тим не менше він з юнацьких років представляв Канаду.
Адекугбе був частиною Канади (U-18) на турнірі COTIF U20 у серпні 2013 року. 2014 року Адекугбе був викликаний у збірну U20 тренером Робом Гейлом 7 листопада 2014 року. Дебютував в молодіжній команді 12 листопада в матчі проти однолітків з Англії (1:1). У січні 2015 року взяв участь Чемпіонаті КОНКАКАФ (U-20) 2015 року, на якому канадці не вийшли з групи.
Вперше отримав свій виклик до національної збірної Канади для товариських матчів проти Мавританії 8 і 10 вересня, проте так в них і не зіграв. Дебютував в офіційних матчах у складі збірної в матчі-відповіді відбору до чемпіонату світу 2018 року проти Белізу (1:1).
У складі збірної був учасником розіграшу Золотого кубка КОНКАКАФ 2017 року у США.
Наразі провів у формі головної команди країни 3 матчі.

## Особисте життя
Адекугбе отримав канадський статус постійного резидента 23 серпня 2013 року, що дозволяє йому не вважатись легіонерам в канадських клубах для реєстрації у MLS.
Є вболівальником «Манчестер Сіті».

## Титули і досягнення
- Чемпіон Туреччини (1):

«Галатасарай»: 2022-23